# Bordj Badji Mokhtar
Bordj Badji Mokhtar (em árabe: برج باجي مختار) é uma cidade e comuna localizada no distrito de Bordj Badji Mokhtar, na província de Adrar, no centro-sul da Argélia. Sua população era de 16 437 habitantes, em 2008.